# Draconarius phuhin
Draconarius phuhin är en spindelart som beskrevs av Dankittipakul, Sonthichai och Wang 2006. Draconarius phuhin ingår i släktet Draconarius och familjen mörkerspindlar.
Artens utbredningsområde är Thailand. Inga underarter finns listade i Catalogue of Life.